# آندره گودن
آندره گودن (فرانسوی: André Gaudin‎؛ زادهٔ ۳۰ نوامبر ۱۸۷۴ - درگذشته نامشخص) قایقران روئینگ اهل فرانسه بود.